# Kostas Theodorou

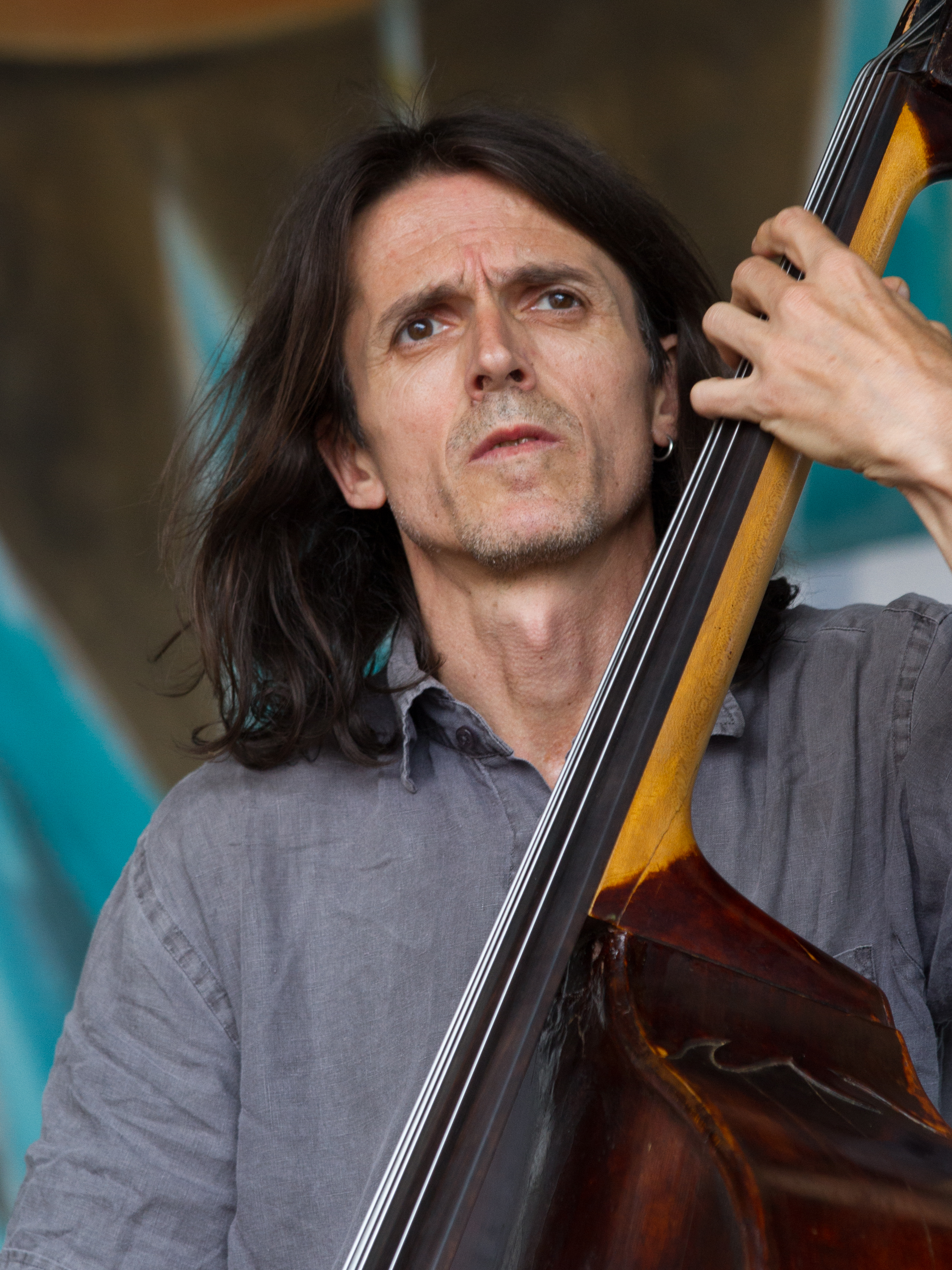
Kostas Theodorou beim TFF Rudolstadt 2014

Kostas Theodorou (griechisch Κώστας Θεοδώρου; * 1965), auch bekannt als Dine Doneff, ist ein makedonischer Musiker (Kontrabass, Gitarre, Perkussion), der sowohl im Bereich der Weltmusik als auch der Improvisationsmusik und des Jazz tätig ist.

## Leben
Theodorou wurde im Jahr 1965 in der Bundesrepublik Deutschland als Sohn von Immigranten geboren. Im Jahr 1966 kehrte seine  Familie in ihre nordgriechische Heimatregion Edessa zurück. Im Alter von 15 Jahren erlernte er autodidaktisch Gitarre. Drei Jahre später zog er nach Thessaloniki und spielte dort in verschiedenen Folk- und Jazzgruppen. Mehrere Jahre reiste Theodorou anschließend durch Mittel- und Westeuropa, wo er vielfältige Erfahrungen in verschiedenen Musikstilen und auf unterschiedlichen Instrumenten sammeln konnte.
Im Jahr 1992 kehrte er nach Griechenland zurück, wo er seine eigene Band zusammenstellte. Es begann eine intensive Tätigkeit als Studiomusiker und Arrangeur, die zur Mitwirkung an zahlreichen Alben in der Zeit von 1994 bis 2003 führte. Im Jahr 1999 veröffentlichte Theodorou sein erstes eigenes Album Nostos, den ersten Teil einer Trilogie, die er im Jahr 2004 mit dem Album Rousilvo fortsetzte  (veröffentlicht zunächst 2010). Es handelt sich dabei um eine zeitgenössische Balkan-Folk-Opera, live aufgenommen mit einem Septett unter Zumischung von sieben Frauenstimmen sowie dokumentarischer Tonaufnahmen aus dem Ort Rousilvo, in dem „die mazedonische Kultur nur im Geheimen gelebt werden“, so dass sie langsam verschwand. Das Album ist als „Requiem über das Verschwinden“ ein Tribut an dieses inzwischen verlassene Dorf nahe der Grenze zwischen Griechenland und Nordmazedonien.
Regelmäßig arbeitet Theodorou vor allem als Perkussionist seit 2002 mit Savina Yannatou als Mitglied im Ensemble Primavera en Salonico zusammen. Aus dieser Kooperation gingen seit 2005 drei Alben für das Label ECM hervor. Weiterhin kam es zur Zusammenarbeit mit Eleftheria Arvanitaki, Frank Köllges, Michalis Siganidis, Ara Dinkjian, Arto Tunçboyaciyan, Louis Sclavis, Michel Godard, Sainkho Namtchylak, Floros Floridis, Antonis Anissegos, Haig Yazdjian, Anja Lechner und Natalia Mann.
Mit seinem eigenen Quintett trat er 2011 bei Jazzahead auf. Mit Julian Hesse und Matthieu Bordenave spielt er zudem in Fragments of a Tale.
Die Musik von Kostas Theodorou hat ihre Wurzeln in der balkanisch-osteuropäischen Volksmusiktradition.
Mit Maria Dafka erhielt er 2018 den Weltmusikpreis Förder-RUTH.

## Diskografie (Auswahl)
- Nostos, 1999 Lyra 667
- Theodosii Spassov & Kostas Theodorou Echotopia, 2003 FM 1578
- Rousilvo, 2010 zen einai 001, Neuauflage 2018 neRED/ECM[4][1]
- Schindler, Öllinger, Doneff Waterway FMR 2017
- Dine Doneff In/Out, neRED/ECM 2019